# Джена (певица)
Десислава Валентинова Стоева (болг. Десислава Валентинова Стоева), в девичестве Неделчева (болг. Неделчева), более известна как Джена (болг. Джена); род. 3 июля 1985, Разград, Болгария — болгарская певица в стиле поп-фолк и народной музыки.

## Биография
Джена родилась 3 июля 1985 года в городе Разград. У неё есть младшая сестра Борислава.

### 2006-2008: Начало карьеры иГрешни мисли
В 2006 году Джена подписала контракт с Лео Мюзик, в котором работал певец Азис. Сначала она выступала под псевдонимом Моник, а потом под псевдонимом Новая Десислава, но с 2007 года выступает сейчас под настоящим именем Джена. В этом же году она выпустила свою первую песню Не ме е грижа (рус. Я не забочусь). В том же году, Джена выпустила песню 100 пъти (рус. 100 раз) с участием Азиса. После этого она выспустила песню Лястовица (рус. Ласточка), в концу года Джена выпустила несколько песен, которые сама сочинила. Но за год по
В начале 2007 года её коллега Милко Kaлайджиев предложил ей подписать контракт с компанией Пайнер и она подписала в марте того же года. Летом того же года выпустила первый видеоклип от этой компании Грешни мисли (рус. Греховные мысли). Осенью того же года Джена приняла участие в одном из самых престижных фестивалей в Болгарии - Пирин фолк, где она получила свой первый приз за исполнительское искусство с песней Песен за Даме Войвода (рус. Песня для Дамы Войводы), написанной ею. Джена продолжала делать хиты, такие как Химия (рус. Химия), Жена без име (рус. Человек без имени), Шепа пепел (рус. Пепел), Животът няма втора серия (рус. Жизнь не имеет второго раза). 12 июня того же года в новом комплексе Планета Пайнер в Димитровграде Джена презентовала свой дебютный альбом Грешни мисли болг. Греховные мысли Это первое продвижение в современном комплексе, а на следующий день альбом уже есть на рынке. Она стала участвовать в концертах для болгарской диаспоры за границей, в том числе в Нидерландах, Великобритании, Италии и Испании. В новогодней программе на телеканале Планета представила песню с певцом Ильяном За теб и мен (рус. Для тебя и меня) песня выиграла четвертую неделю подряд в рейтинге 50 самых популярных песен по мнению портала signal.bg

### 2015-настоящее время: Новый альбом и свадьба
В начале 2015 года Джена выпустила видеоклип на песню Спри да ми досаждаш (рус. Остановите меня беспокойство). Летом того же года она выпустила видеоклип на песню Градът работи за мен (рус. Город работает для меня). В октябре того же года она выпустила новую песню Ти къде беше (рус. Где ты был) музыка сочинила сама певица. Видеоклип на эту песню был снят в доме знаменитого оперного певца Николая Гяурова. Джена получила специальную награду Модните икони 2015 за 2015 год. В декабре того же года Джена приняла участие в записи песни певицы Вани Все ти го отнасяш (рус. И все же ты относиться к нему).
В мае 2017 года два месяца спустя после рождения сына Джена выпустила песню «Коя» В том же году вышла новая дуэтная песня с Преславой «Тук жена му пази», но песня стала популярной.
В декабре того же года она выпустила два альбома, первый фольклорный «Срещна ни хорото», совместно с ансамблем Канарите, и пятый по счёту поп-фолк альбом «Да ти бъда корона»

## Личная жизнь
В 2014 году фактически рассталась с бизнесменом Джино Бианкалана, с которым встречалась с 2012 года. В 2015 году Джена начала встречаться с Атанасом Стоевым-младшим – солистом ансамбля Канарите, свадьба состоялась 3 июля 2016 года. За полгода до свадьбы она сменила имя с Десислава на Джену, что её псевдоним стал официальным именем
В марте 2017 года родила сына Атанаса Стоева третьего

## Дискография

### Студийные альбомы
- 2008 — Грешни мисли / Греховные мысли
- 2010 — Не знаеш коя съм / Разве ты не знаешь, кто я?
- 2012 — Да видя какво е  / Чтобы увидеть
- 2014 — Моли се да не почна / Молитва не началась
- 2017 — Срещна с хорото (совместный фольклорный альбомс ансамблем Канарите) / Встреча с хором
- 2017 — Да ти бъда корона / Быть твоей короной

### Сборники
- 2013 — Златните хитове на Джена / Золотые хиты Джены